# Campeonato Alemán de Fútbol 1921
El Campeonato Alemán de Fútbol 1921 fue la 14.ª edición de dicho torneo. Participaron 7 equipos campeones de las ligas regionales de fútbol de Alemania, entre ellos el campeón defensor que defendió exitosamente el título.

## Fase final

### Cuartos de final
| Duisburger SpV | 2 – 1 t.s. | Hamburgo SV |

| Vereinigte Breslauer Spfr. | 2 – 2 | Hallescher FC Wacker |

| Stettiner SC | 1 – 2 | Vorwärts 90 Berlin |

1. FC Nürnberg pasa automáticamente a semifinales.

### Semifinales
| Hallescher FC Wacker | 1 – 5 | 1. FC Nürnberg |

| Vorwärts 90 Berlin | 2 – 1 t.s. | Duisburger SpV |

### Final
| 1. FC Nürnberg | 5 – 0 | Vorwärts 90 Berlin |

|                                  |
| Campeón 1. FC Nürnberg 2° título |